# Андреас Куффнер
Андреас Куффнер  (нім. Andreas Kuffner, 11 березня 1987) — німецький веслувальник, олімпійський чемпіон.

## Виступи на Олімпіадах
| Олімпіада   | Дисципліна                     | Місце |
| ----------- | ------------------------------ | ----- |
| Лондон 2012 | вісімка розстібна зі стерновим | 1     |

## Зовнішні посилання
- Досьє на sport.references.com [Архівовано 13 грудня 2012 у Wayback Machine.]

1. ↑  Andreas Kuffner